# Zenski Voleibolni Klub Dinamo Moscou
Dínamo Moscou ((em russo) женский волейбольный клуб Динамо Москва) é um clube de voleibol feminino russo fundado no ano de 1926 em Moscou. Em 1992, após a dissolução da União Soviética, o clube se viu obrigado a suspender suas atividades e só retornaria no ano de 2004.

## Período Soviético
Neste período, o Dínamo era a equipe de vôlei mais vencedora da União Soviética onde conquistou 14 vezes o título Soviético, 11 vezes a Liga dos Campeões e 4 vezes campeão da Copa Soviética. Essa hegemonia durou dos anos 50 ao início da década de 80, quando o clube iniciou o seu declínio culminando no seu rebaixamento para a segunda divisão do campeonato nacional em 1989. Em 1992 o clube encerra as suas atividades.

## Período Russo
10 anos após fechar as portas o clube anuncia que retornaria às atividades no ano de 2004. Desde a sua refundação o time já ergueu a taça do Campeonato Russo em 8 oportunidades (2005/06, 2006/07, 2008/09, 2015/16, 2016/17, 2017/18, 2018/19 e 2022-23), ganhou 6 Copas da Rússia (2009, 2011, 2013, 2018, 2022, 2023). Conquistou ainda 3 supercopas (2017, 2018 e 2023) além de ter sido duas vezes finalista da Liga dos Campeões.

## Títulos
| Mundiais     | Mundiais                    | Mundiais | Mundiais                                                                                           |
|              | Competição                  | Títulos  | Temporadas                                                                                         |
| ------------ | --------------------------- | -------- | -------------------------------------------------------------------------------------------------- |
|              | Mundial de Clubes           | 0        | |
| Continentais |                             |          | |
|              | Competição                  | Títulos  | Temporadas                                                                                         |
|              | Liga dos Campeões da Europa | 11       | 1960–61, 1962–63, 1964–65, 1967–68, 1968–69, 1969–70, 1970–71, 1971–72, 1973–74, 1974–75 e 1976–77 |
|              | Copa CEV                    | 0        | |
|              | Challenge Cup               | 0        | |
| Nacionais    |                             |          | |
|              | Competição                  | Títulos  | Temporadas                                                                                         |
| Rússia       | Campeonato Russo            | 8        | 2005–06, 2006–07, 2008–09, 2015–16, 2016–17, 2017-18, 2018-19, 2022-23                             |
| Rússia       | Copa da Rússia              | 6        | 2009, 2011, 2013, 2018, 2022, 2023                                                                 |
| Rússia       | Supercopa Russa             | 3        | 2017, 2018, 2023                                                                                   |

### Outras campanhas
Campeonato Soviético (competição extinta)
- Campeão: 1947, 1951, 1953, 1954, 1955, 1960, 1962, 1970, 1971, 1972, 1973, 1975, 1977 e 1983

 Copa da URSS  (competição extinta)
- Campeão: 1950, 1951, 1953 e 1982

 Campeonato Russo
- Vice-campeão: 2004-05, 2007-08, 2009-10, 2010-11, 2011-12, 2012-13, 2013-14, 2014-15 e 2020-21

 Copa da Rússia
- Vice-campeão: 2004, 2007, 2008, 2012, 2016, 2019 e 2020
- Terceiro colocado: 2005, 2006, 2014, 20156 e 2021

 Supercopa Russa
- Vice-campeão: 2019, 2024

 Copa do Governador de Kaliningrado
- Campeão: 2021-22

 Liga dos Campeões da Europa
- Vice-campeão: 1965-66, 1966-67, 1972-73, 2006-07 e 2008-09
- Terceiro colocado: 1963-64

 Copa CEV
- Vice-campeão: 1981-82